# Кулинич-Сорокина, Анна Юрьевна
А́нна Ю́рьевна Кулинич-Соро́кина (девичья фамилия Сорокина; род. 27 июня 1992 года, Чебоксары, Российская Федерация) — российская легкоатлетка. Серебряный призёр летних Паралимпийских игр 2012, Бронзовый призёр летних Паралимпийских игр 2020 в Токио и Серебряный призёр летних Паралимпийских игр 2024 в Париже,чемпионка мира и Европы в метании копья. Двукратный призёр чемпионатов Европы в беге (200 м и 400 м). Заслуженный мастер спорта России.

## Биография
Родилась в Чебоксарах. Отец — Сорокин Юрий Флорович — уроженец деревни Верхние Татмыши Аликовского района Чувашии.
Анна — воспитанница секции лёгкой атлетики Чебоксарской специальной (коррекционной) общеобразовательной школы для слепых и слабовидящих: пришла в секцию в 2004 году, в возрасте 12 лет. Окончила Башкирский институт физической культуры (филиал УралГАФК).

## Спортивные результаты
- Чемпионат мира по лёгкой атлетике среди спортсменов до 14 лет (2005): прыжки в длину — ; бег на 60 метров — ; бег на 200 метров — [1].
- Чемпионат Европы среди юниоров (2006): прыжки в длину, бег на 400 и 800 метров — [1].

## Награды
- Медаль ордена «За заслуги перед Отечеством» II степени (10 сентября 2012 года) — за большой вклад в развитие физической культуры и спорта, высокие спортивные достижения на XIV Паралимпийских летних играх 2012 года в городе Лондоне (Великобритания)[4].
- Заслуженный мастер спорта России (2012)[5].

## Семья
- Муж — Иван Кулинич-Сорокин — массажист сборной России по лёгкой атлетике[6].
  - Дочь — София[6].
  - Сын - Василий.